# Jean Ferrandis
Pour les articles homonymes, voir Ferrandis.
Jean Ferrandis est un flûtiste virtuose et chef d'orchestre français. Parallèlement à son activité de concertiste, il est professeur à l’Ecole Normale Supérieure de Paris et à la California State University à Fullerton en Californie.
Il est le frère du chef d'orchestre Bruno Ferrandis.

## Biographie

### Jeunesse et premiers succès
Après avoir obtenu le Premier Prix à l’unanimité dans la classe de Maxence Larrieu au Conservatoire National Supérieur de Lyon en 1985, Jean Ferrandis est successivement lauréat des concours internationaux «Maria Canals» de Barcelone en 1982, «Young Concert Artists» de New York en 1985, et la même année à Munich. En 1986 il se voit attribuer le Grand Prix du Concours International de flûte du «Printemps de Prague». En 1998 il a été élu «Artiste en résidence» au Lotos de New York.
Lors d’une exécution du concerto de Mozart K314, Leonard Bernstein le remarque et s’écrie en l’entendant jouer l’adagio : «C’est Pan lui-même!». À la suite de cette rencontre L. Bernstein écrira une cadence pour Jean Ferrandis.

### Renommée Internationale
Il se produit à travers l’Europe, l’Asie et l’Amérique du Nord, où il joue en récital, en musique de chambre ou en soliste avec orchestre dans les salles les plus prestigieuses telles que La Salle Pleyel et le Théâtre des Champs-Elysées à Paris, le Vigado de Budapest, Alice Tully Hall à New York, le Taïpei Arts Center, le Palais de la Musique à Barcelone, Hamarikiu Hall de Tokyo, Wigmore Hall de Londres, le Conservatoire Tchaïkovski de Moscou, La Fenice de Venise, sous la direction de Leonard Bernstein, Tibor Varga, Laurent Petitgirard, ou encore Yoram David. 
Il est également invité à participer à de nombreux festivals, citons parmi eux «Lanaudière» au Canada, «Sion», le «Printemps de Budapest», le «Midem» de Cannes et le Festival «Berlioz». 
Jean Ferrandis se produit en musique de chambre avec des artistes d’exception tels que Jean-Philippe Collard, Henri Demarquette, Ivry Gitlis, Jean-Marc Luisada, Emile Naoumoff, Marielle Nordmann, Gérard Poulet, Caroline Sageman, Dominique de Williencourt.

## Direction
Il mène également une carrière de chef d’orchestre avec des ensembles tels que la Camerata de Saint-Petersbourg, l'orchestre du Théâtre de Mariinsky de St Petersbourg, ou l’Orchestre de chambre Saint-Christophe de Vilnius.
Il dirige l'ensemble EDGEDE (la « Dune qui chante » en langage touareg), orchestre de chambre créé par le violoncelliste Dominique de Williencourt. Cet orchestre à cordes à géométrie variable (entre 12 et 16 musiciens) se compose d'artistes "triés sur le volet", issus de l'Ensemble Capriccioso (Victoires de la musique 2006), de l'Orchestre Philharmonique de Radio France et de formations prestigieuses.

## Enseignement
Parallèlement à son activité de concertiste, il est professeur à l’Ecole Normale Supérieure de Paris et à la California State University Fullerton, US. Il donne régulièrement des Master Classes en Europe, au Japon, en Corée et aux États-Unis, où il enseigne dans des universités comme Juilliard School, Rice University, Texas, et Bloomington, Indiana. En 2009, Jean Ferrandis sera successivement invité aux conventions des flûtes de New York, Chicago, Tokyo, Adelaide (Australie) etc.

## Discographie
- 2015: J.S Bach Trio Sonatas BWV 525-530 :  avec Lela Katsarava au piano
- 2008 : Yuko Uebahaschi –  L'œuvre pour flûte : avec Émile Naoumoff (piano), Dominique de Williencourt (violoncelle),	Michel Moraguès (flûte), l'Orchestre de Chambre de St Christophe de Vilnius.
- 2004 : C.Ph.E Bach – Concertos : avec l'Orchestre de Chambre de St Christophe de Vilnius sous la direction de Donatas Katkus. La critique évoque « la prodigieuse virtuosité de l'interprète »[3] ou encore « Jean Ferrandis se joue des difficultés de la partition avec une facilité déconcertante. »[4]
- 2001 : Franz Schubert – Sonatinas : avec Émile Naoumoff (piano)
- 1994 : Mozart – Concertos : avec Marie-Pierre Langlamet (première harpe solo du Metropolitan Opera de New York puis de l'Orchestre philharmonique de Berlin) et l'Orchestre Symphonique Français sous la direction de Yoram David

## Pour approfondir